# Michael Shelley
Michael Shelley, född 10 oktober 1983, är en friidrottare från Australien. Han deltog vid olympiska sommarspelen 2012 och olympiska sommarspelen 2016.